# Ivan Šunjić
Ivan Šunjić  (Zenica, 9. studenog 1996.) bosanskohercegovačko-hrvatski je nogometaš koji igra na poziciji defenzivnog veznog. Trenutačno igra za Pafos.

## Klupska karijera
Za Dinamo je debitirao protiv Istre 1961 10. svibnja 2014. Nakon te utakmice igrao je za Dinamovu drugu momčad sve dok nije 5. veljače 2016. potpisao je za Lokomotivu gdje je iduće sezone postao kapetan. Za Lokomotivu je debitirao 27. veljače 2016. protiv Osijeka. Prvi gol u Lokomotivinom dresu je zabio Inter Zaprešiću u zadnjim minutama utakmice. Za Dinamo je ponovno potpisao 12. veljače 2018. i Dinamo ga je dan kasnije poslao na posudbu u Lokomotivu do kraja sezone. 

## Reprezentativna karijera
Šunjić je bio član Hrvatske nogometne momčadi do 17 godina na svjetskom prvenstvu do 17 godina  u Ujedinjenim Arapskim Emiratima 2013. Za nacionalnu vrstu debitirao je protiv Meksika.

## Priznanja

### Klupska
Dinamo Zagreb
- 1. HNL (2): 2013./14., 2018./19.
- Hrvatski nogometni kup (1): 2013./14.

Pafos
- Ciparska prva divizija (1): 2024./25.

## Vanjske poveznice
- Profil, Hrvatski nogometni savez
- Profil, Transfermarkt (engl.)